# دون هينريتش
دون هينريتش (بالإنجليزية: Don Heinrich)‏ هو لاعب كرة قدم أمريكية أمريكي، ولد في 19 سبتمبر 1930 في شيكاغو في الولايات المتحدة، وتوفي في 29 فبراير 1992 في ساراتوغا في الولايات المتحدة بسبب سرطان.

## وصلات خارجية
- دون هينريتش على موقع مرجع كرة القدم المحترفة.كوم (الإنجليزية)
- دون هينريتش على موقع IMDb (الإنجليزية)